# Dourados (gemeente)
Dourados is na Campo Grande de grootste stad van Mato Grosso do Sul, een deelstaat van Brazilië. In 2017 telde ze 218.069 inwoners.
De stad is de zetel van het rooms-katholieke bisdom Dourados.

## Aangrenzende gemeenten
De gemeente grenst aan Caarapó, Deodápolis, Douradina, Fátima do Sul, Itaporã, Laguna Carapã, Maracaju, Ponta Porã en Rio Brilhante.

## Verkeer en vervoer
De plaats ligt aan de wegen BR-163, BR-463, MS-156, MS-162 en MS-379.

## Geboren
- Lucas Leiva, "Lucas" (1987), voetballer

## Impressie van Dourados

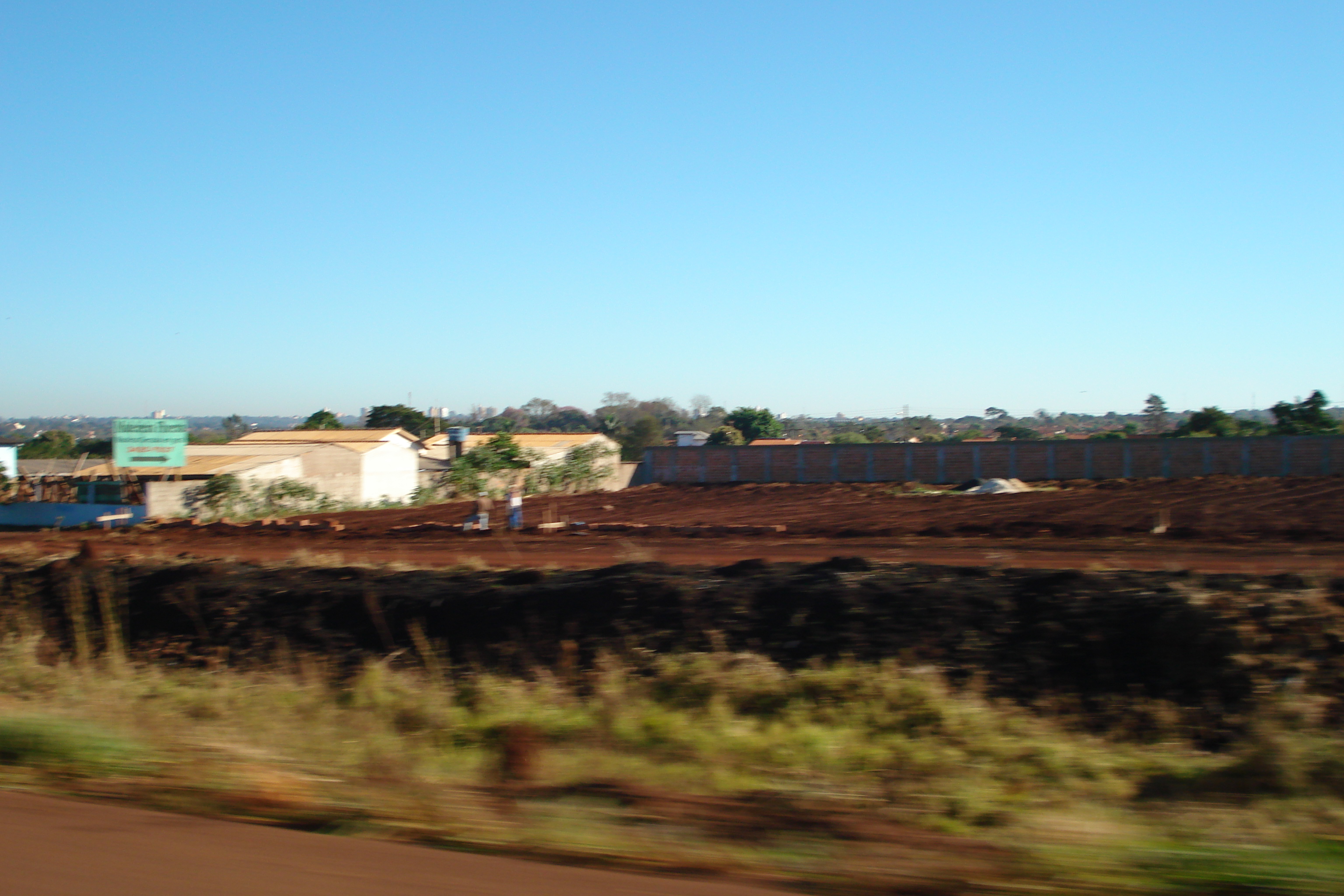
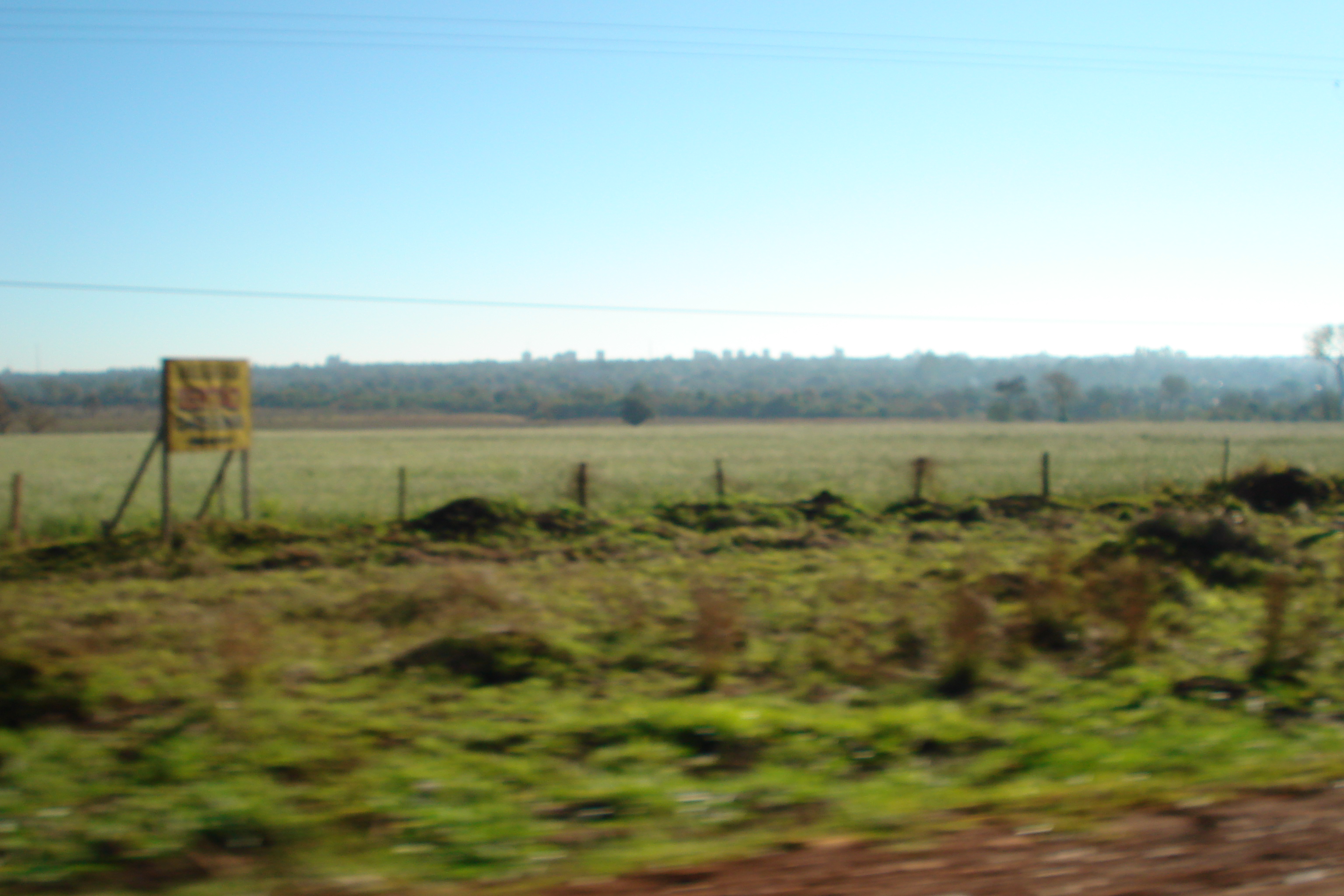
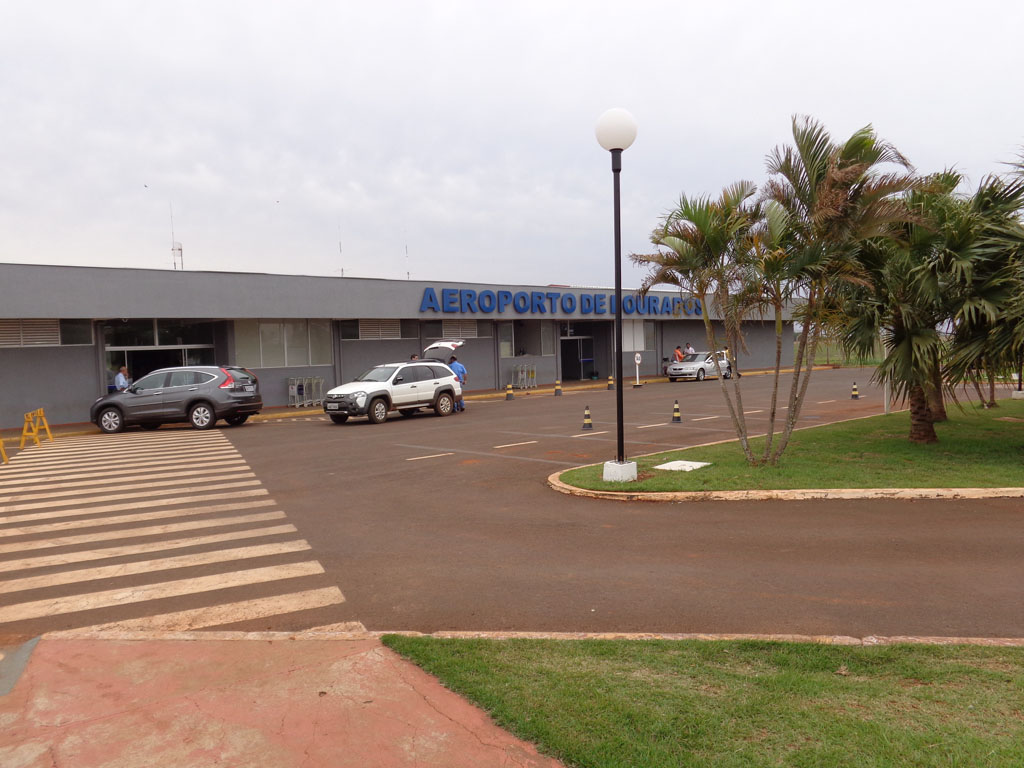
Vliegveld van Dourados
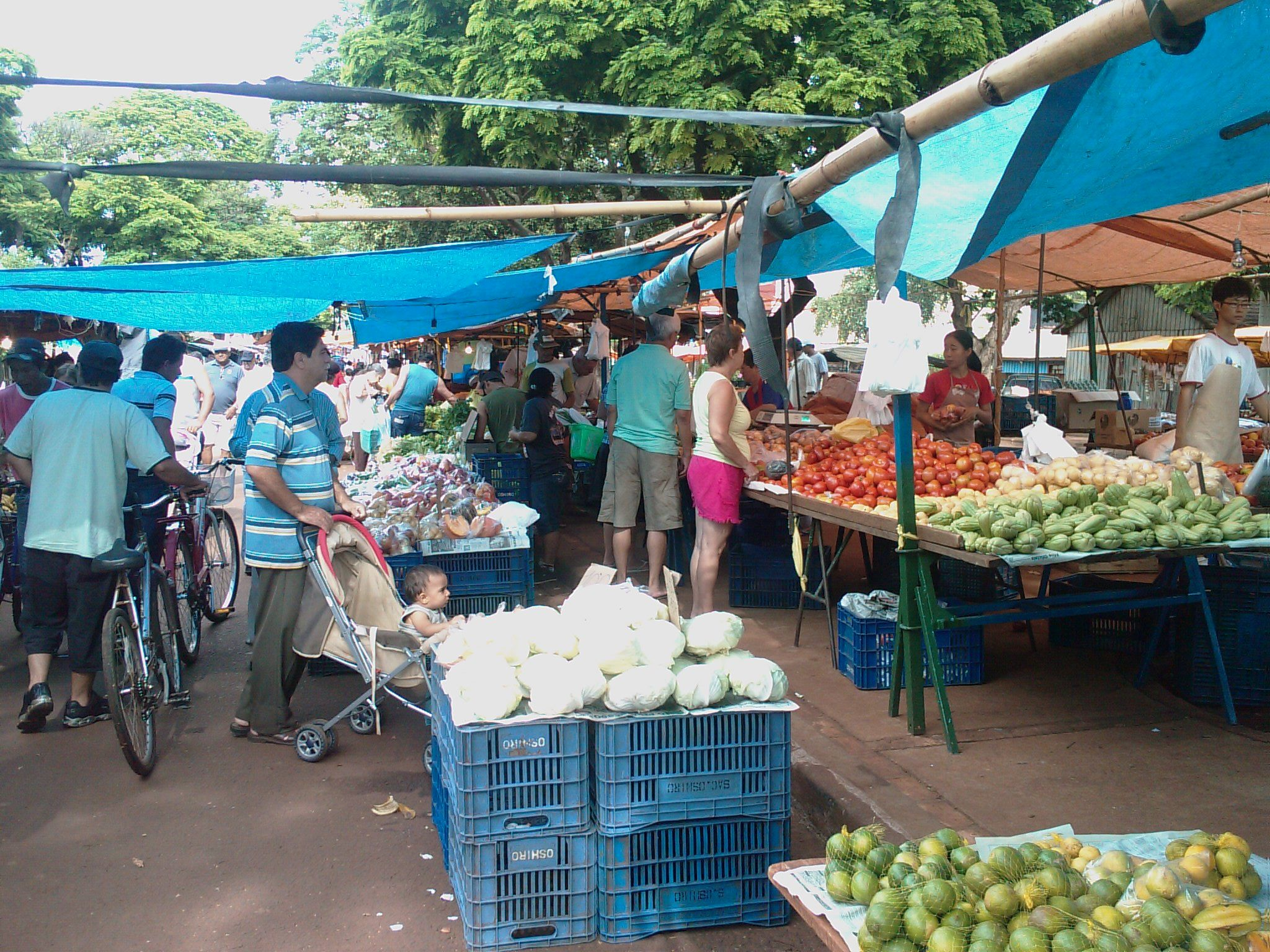
Markt in Dourados
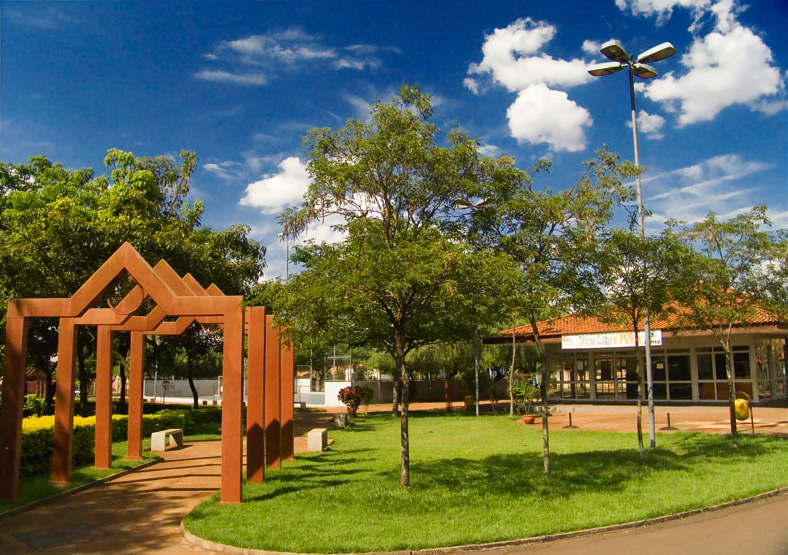
Parque dos Ipês